# Dizma Zakotnik
Dizma Zakotnik (tudi Sakotnig), slovenski redovnik zapisovalec ljudskih pesmi, * 17. marec 1755, Ljubljana, † (?) marec 1793, Prusice, Poljska.

## Življenje in delo
Rodil se je v Šiški očetu Janezu in materi Elizabeti.
Zakotnik (Sakotnig) oče Dizma (ob rostvu Jožef), prvi zapisovalec slovenskih ljudskih pesmi je gimnazijo obiskoval v Ljubljani (1767–1773), nato študiral filozofijo v Ljubljani ali Gradcu, stopil 1776 v avguštinski red diskalceatov (bosonogih avguštincev) in si izbral redovno ime Dismas a s. Elisabetha. Po noviciatu je študiral bogoslovje na Dunaju (1777-1781) in bil 1780 posvečen. V samostanu bosonogih avguštincev v Střelinu je bil 1781–1787 nemški pridigar za okraj Wrocław, od 1788 do smrti pa kurat v Prusicah.
Kot gimnazijec se je v Ljubljani gibal v preporodnem krožku M. Pohlina, ki ga je pridobil za zbiranje ljudskih pesmi (medtem ko se je za zbiranje pregovorov odločil J. Mihelič). Zakotnik je pred 1776 zapisal pet pripovednih pesmi: o Pegamu in Lambergarju, o nesrečnem lovcu, o kralju Matjažu, o Juriju Kobili in o lipi na Starem trgu (o povodnem možu). Zbirka ni ohranjena, vsebino poznamo po Pohlinu. Najbrž sta imela Zakotnikove zapise v rokah tudi Žiga Zois in Valentin Vodnik, gotovo pa Feliks Dev in Anton Tomaž Linhart, ki je 1780 svobodno prevedel dve pesmi v nemščino (o Pegamu in Lambergarju ter o lovcu) in ju objavil v Blumen aus Krain (1780).